# Kwangmyŏngsŏng-1
Kwangmyŏngsŏng-1 (en hangul: 광명성 1호, en hanja: 光明星 1號, significa «Estrella Brillante 1») supuestamente fue el primer satélite artificial de Corea del Norte, lanzado el 31 de agosto de 1998 como parte del programa Kwangmyŏngsŏng. A pesar de las declaraciones de las autoridades norcoreanas de que el satélite había alcanzado órbita, no se detectó el satélite ni mediante radar, ni visualmente, ni se detectaron sus señales de radio transmitiendo la Canción del General Kim Il Sung y la Canción del General Kim Jong Il, junto con Juche Korea en código Morse, emitidas a 27 MHz.
El anuncio de la puesta en órbita se hizo el 14 de septiembre, publicándose además una supuesta fotografía del satélite, junto con videos y animaciones, y afirmando que el día anterior había realizado su centésima órbita. El satélite era casi idéntico al primer satélite de pruebas chino.
A pesar de que fuera de Corea del Norte el lanzamiento del satélite se considera un fracaso, el gobierno norcoreano calificó el lanzamiento del Kwangmyŏngsŏng-1 como un éxito total. Los medios de comunicación norcoreanos indicaron que el satélite devolvía datos sobre la temperatura y la presión en el espacio, y las condiciones de su fuente de energía.